# 单雯

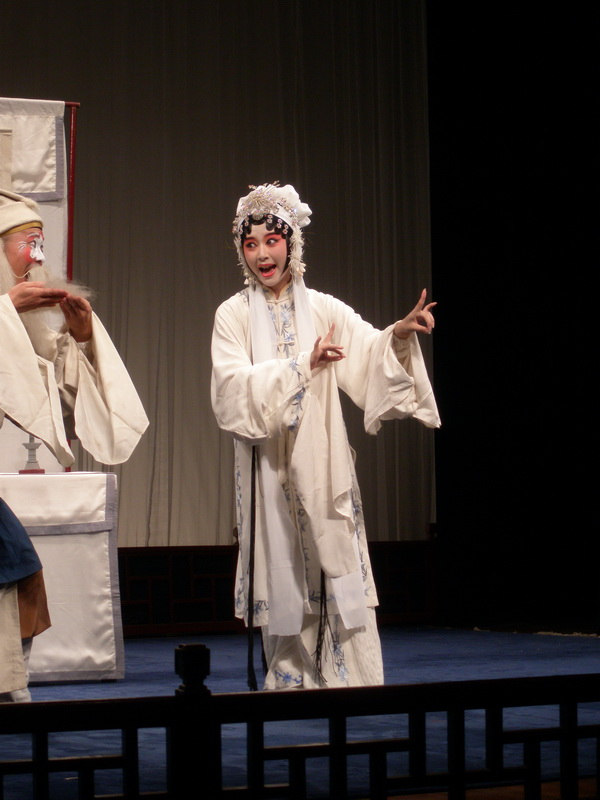
2010年7月17日，单雯演出昆曲《蝴蝶梦》

单雯（1989年4月25日—），中国昆曲演员，现就职于江蘇省崑剧院。

## 生平
1989年出生在江苏南京。家族乃是戏曲世家，曾祖父與祖父兩代皆唱京劇，父親單曉明是武生，母親則是崑曲花旦，她從小就在省崑院長大。1999年进入江苏省戏曲学校昆曲班学习，成为江苏省昆剧院第四代演员。主工五旦（闺门旦），师从于张洵澎、吴继静、孔爱萍、龚隐雷等老艺术家，2007年2月拜“昆曲皇后”张继青为师，曾在昆剧大戏《1699·桃花扇》《南柯梦》中担当主要角色。
2019年4月26日，单雯获得中国戏剧表演艺术最高奖项——梅花奖。

## 擅演剧目
- 《牡丹亭·游园·惊梦·寻梦·写真·离魂·幽媾·冥誓》
- 《玉簪记》
- 《长生殿》
- 《白蛇传·断桥》
- 《幽闺记·踏伞》
- 《奇双会·哭监·写状》
- 《桃花扇》
- 《南柯梦》